# Costanzo Ciarletta
Costanzo Ciarletta (Scanno, 6 marzo 1850 – L'Aquila, 21 novembre 1935) è stato un ingegnere italiano.

## Biografia
Nativo di Scanno, in Abruzzo, conseguì gli studi a Napoli, laureandosi in ingegneria civile nel 1875 presso la Scuola di applicazione.
Nella sua attività professionale, documentata a partire dal 1877, si occupò di numerose opere di urbanizzazione per i comuni della provincia dell'Aquila, progettando acquedotti, condutture urbane, fontane e impianti di irrigazione, strade rotabili e tronchi ferroviari, piani urbanistici e programmi di risanamento, perizie e stime di terreni.
Operò inoltre nell'ambito dell'edilizia pubblica (edifici scolastici, come previsto nella legge Coppino, sedi comunali, aree cimiteriali), privata e religiosa. Tra il 1889 ed il 1904 si dedicò alla sistemazione della sede del liceo classico Domenico Cotugno all'interno del Palazzo del Convitto, all'Aquila. Ciarletta lavorò anche per committenze private dedicandosi soprattutto alla messa in sicurezza, al restauro, al consolidamento e alla nuova costruzione in chiave antisismica di una cospicua mole di palazzi dell'Aquila danneggiati dal terremoto della Marsica del 1915.
Nel 1926 venne nominato per elaborare il nuovo piano regolatore dell'Aquila; tuttavia, l'anno seguente, il podestà Adelchi Serena gli revocò l'incarico, probabilmente a causa di contrasti politici.
Negli ultimi anni della sua vita venne affiancato dal figlio Ettore, che ne ereditò l'attività.

## Opere
Tra i principali progetti del Ciarletta si menzionano:
- 1879 – sistemazione di Palazzo Ricciardelli, Pescocostanzo;
- 1885-1895 – progetto di conduttura d'acqua potabile e fognatura stradale, Pratola Peligna;
- 1896-1899 – progetto di derivazione per forza motrice del canale Torlonia, Avezzano;
- 1889-1904 – sistemazione del liceo classico Domenico Cotugno, L'Aquila;
- 1903 – progetto di struttura espositiva in occasione dell'Esposizione zootecnica-agricola, L'Aquila (non realizzato);
- 1904-1913 – progetto e costruzione del nuovo acquedotto di Casamaine, L'Aquila;
- 1909 – trasformazione e ampliamento del monastero di Santa Lucia e sistemazione del liceo tecnico industriale, L'Aquila;
- 1911 – sistemazione del Palazzo della Camera di Commercio, L'Aquila;
- 1914 – progetto di complesso scolastico, Castelvecchio Subequo;
- 1916 – progetto di asilo, Castel del Monte;
- 1921 – costruzione del Palazzo delle Poste, L'Aquila;
- 1922-1927 – realizzazione del nuovo acquedotto, L'Aquila;
- 1927-1930 – progetto di casette asismiche, Barrea;
- 1929 – progetto di complesso scolastico, Fagnano Alto;
- 1929 – progetto di complesso sportivo e Casa del Balilla, Pereto.

## Archivio
Il Fondo Costanzo Ciarletta documenta l'attività professionale dell'ingegnere Costanzo Ciarletta a partire dal 1877 e fino al 1935, attraverso oltre trecento progetti, di cui circa due terzi a carattere pubblico, elaborati per conto di amministrazioni comunali, del Corpo reale del genio civile e del Consorzio per la sistemazione dell'Aterno.
L'archivio fu donato dalla vedova Ciarletta al convento francescano di Scanno; venne poi trasferito, con l'eccezione della documentazione inerente al territorio di Scanno, al convento della basilica di San Bernardino all'Aquila e successivamente spostato nel convento di Santa Maria in Valleverde di Celano. Il fondo è stato dichiarato di notevole interesse storico con provvedimento della Soprintendenza archivistica per l'Abruzzo del 1 febbraio 2001, n. 87. 